# Langeais
Langeais /lɑ̃ˈʒɛ/ è un comune francese di 4 072 abitanti situato nel dipartimento dell'Indre e Loira nella regione del Centro-Valle della Loira.

## Monumenti
- Castello di Langeais

## Società

### Evoluzione demografica
Abitanti censiti